# Уфимский завод «Промсвязь»
Уфимский завод «Промсвязь» — ликвидированное производственное предприятие в Уфе. Разрабатывал и выпускал электронное и телекоммуникационное оборудование; также занимался контрактным производством, и сервисным обслуживанием «Башинформсвязь». Продукция реализовывалась в Башкортостане и других регионах России.

## История
В Великую Отечественную войну эвакуированная радиомастерская из Смоленска, выпускавшая репродукторы «Рекорд» (громкоговоритель «чёрная тарелка»), расположилась в подвале Дома связи Уфимской радиомастерской Башкирского управления связи. 15 мая 1943 года, на их базе, приказом Наркома связи СССР основан Уфимский радиомеханический завод № 2: основным назначением завода считался выпуск репродукторов «Рекорд»; также выполнял ремонт телефонно-телеграфной аппаратуры. Работало более 500 человек.
21 октября 1946 году, приказом № 385 министра связи СССР К. Я. Сергейчук, завод передан в ведение Главного управления промышленными предприятиями Министерства связи СССР, начался выпуск изделий телефонно-телеграфной связи. Завод позднее получил название «Промсвязь».
В 1955 году Городским советом Уфы заводу отведена территория площадью 2 га по улице 50 лет СССР под строительство новых промышленных корпусов. В 1956 году начинается строительство.
В 1961 году под расширение завода дополнительно отводится соседняя территория площадью 3,5 га. С 1962 года, после запуска и ввода новых корпусов площадью 54000 м², производственная база увеличилась, и завод начал осваивать новые технологии производства радиоаппаратуры на полупроводниках: выпущена аппаратура связи. В 1967 году завод переименован в Уфимский союзный завод «Промсвязь». В 1969 году запущен механо-заготовительный цех. Архитектор производственных корпусов — А. С. Дмитриенко.
В 1974 году запущен сборочный цех. В 1975 году завод переименован в Уфимский опытный завод «Промсвязь». В 1981 году завод награждён бронзовой медалью ВДНХ СССР.
В 1993 году завод получил поддержку «Башинформсвязь» по выполнению Республиканской программы телефонизации села, где была увеличена номерная ёмкость, заменено устаревшее оборудование на цифровые АТС: увеличился объём производства. В 1994 году постановлением Главы администрации Октябрьского района Уфы № 164 от 10.02.1994 года преобразовано в государственное унитарное предприятие, в 1999 года — в открытое акционерное общество. В 2002 году завод переименован в Уфимский завод «Промсвязь».
В 2003 году работало 322 человека, в 2004 году — 281 человек, в 2008 году — 205 человек, в 2009 году — 204 человека. В 2011 году в цеху электроники запущена линия поверхностного монтажа суммарной производительностью до 180000 компонентов в час.
В 2014 году произошло падение объемов производства в связи с отсутствием тендеров на поставку продукции для «Ростелеком» (примерно 87 % всех заказов), основного покупателя продукции и мажоритарного акционера.
В 2015 году «Башинформсвязь», дочерним предприятием которого являлся завод, выкуплена ПАО «Ростелекомом». В 2016 году работало 260 человек.
В 2017 году объявлено о продаже 11 зданий офисного, производственно-складского и свободного назначения общей площадью 40700 м² вместе с участками площадью 5,2 га в градостроительной зоне П-2. Большая часть земли (4,7 га) принадлежала «Промсвязи», 0,5 га находились в долгосрочной аренде. Большая часть площадей зданий сдавались в аренду, собственное производство компании занимало около 27 % территории. Решение о продаже принято для оптимизации расходов дочернего предприятия «Башинформсвязи», в том числе на содержание пустующих площадей. Производственные мощности «Промсвязи» были загружены не более чем на 25 %, так как «не удалось выйти на внешний рынок».
В 2017 году закрыты цех производства металлоконструкций и изделий из пластмасс, и цех производства электроники. В 2017 году работало 157 человек.
11 мая 2018 года проведено собрание акционеров по отчуждению имущества завода по стоимости более 50 % балансовой стоимости его активов: 27 объектов производственной недвижимости и оборудование, объединенные в один лот, вместе с участками оценены в 710 млн рублей. (в 2017 году они оценивались дороже на 13 %). Стоимость недвижимости отдельно оценена в 644 млн рублей., движимого имущества — в 65,97 млн рублей. Отмечалось, что в градостроительной зоне П-2 территории завода невозможно строительство жилых зданий.
В конце 2018 года завод «Промсвязь» продал производственную недвижимость на площади около 5 га компании ООО «Башжилиндустрия», перешедшей под контроль «Талан». Активы выставлялись на торги за 710 млн рублей. Конечная цена сделки предприятием не раскрывалась.
В 2019 году ООО «Башиндустрияинвест» провела комплексные инженерные изыскания квартала застройки площадью 18 га для подготовки дальнейшей застройки, в том числе территории завода площадью 5,2 га. Общий объем строительства новых и реконструированных объектов около 150 000 м². Совместно с ООО «Башиндустрияинвест» бывшую промплощадку осваивает «Талан»: начало строительства планировалось на конец 2020 года, общий срок реализации проекта — около 5 лет.
5 августа 2020 года на общем собрании акционеров принято решение о ликвидации завода. С 17 августа 2020 года — в состоянии ликвидации.

## Продукция
Первоначально выпускались репродукторы «Рекорд» (громкоговоритель «чёрная тарелка»), а позднее —  репродукторы «Уфа-301». В 1962 году завод освоил производство аппаратуры связи и АТС на полупроводниках: радиорелейное оборудование «Курс-8ОТМ», «Ракита-8», антенно-волноводный тракт СГ-70, оборудование системы «Восход», аппаратура правительственной космической связи серии «Ю-123, 321, 325, 331»; аппаратура уплотнения городских и сельских телефонных линий «АЦУ-4/1», «АЦС». В 2005–2010 годах выпускалась АТС М-200.
В 2011 году освоено производство IPTV-приставок и приставок стандарта DVB-T2. Также выпускались цифровые АТС, кроссовое и линейное оборудование, источники бесперебойного питания, светодиодные светильники и оборудование, телекоммуникационные шкафы и контейнеры, термошкафы и термобоксы, оптические распределительные шкафы; уличные шкафы грозозащиты.
В 2016 году выпускался мультисервисный узел абонентского доступа (MSAN), завод планировал расширить ассортимент продукции, выпустив на рынок новые модели цифровых приставок, телекоммуникационные шкафы и контейнеры, электронные термостаты, офисные мини-компьютеры.
К 2018 году основными изделиями завода являлись цифровые телевизионные приставки формата HD, IPTV HD mini, производимые по заказу «Ростелекома».

## Структура
Типография имени Ф. Э. Дзержинского ранее принадлежала заводу. Действовала с 1923 года как типография НКВД. В 1936 году присвоено имя Ф. Э. Дзержинского. С 1999 года — государственное унитарное предприятие. В 2016 года объявлена банкротом и находилась в стадии ликвидации: имущество выставлено на продажу.
В главном здании завода (улица 50 лет СССР, 39) открыт бизнес-центр «ПромСвязь».

## Руководство и собственники
99,94 % акций ОАО «Уфимский завод «Промсвязь» принадлежало ПАО «Башинформсвязь», 100 % которого принадлежат ПАО «Ростелеком». Учредителем предприятия является Министерство земельных и имущественных отношений Республики Башкортостан
Генеральные директора:
- 2004 год — генеральный директор С. В. Кузнецов
- 2004 год — исполняющий обязанности генерального директора И. И. Ганеев
- 2006–2008 годы — генеральный директор И. И. Ганеев
- 18.07.2008–2011 годы — генеральный директор Марат Альтафович Тимиров
- ? — генеральный директор Брусенцев
- ? — генеральный директор Игорь Михайлович Чирков[10]
- ?–17.08.2020 — генеральный директор Дмитрий Сергеевич Тимкин
- 17.08.2020 — по настоящее время — руководитель ликвидационной комиссии Дмитрий Сергеевич Тимкин

Члены совета директоров:
- 2004 год — В. М. Чесский
- 2004 год — С. В. Кузнецов
- 2004–2011 годы — С. М. Гайсин
- 2004–2011 годы — П. С. Квашнин
- 2009 год — И. И. Ганеев
- 2009–2011 годы — Р. А. Искужин
- 2009–2011 годы — Р. Р. Сафеев
- 2009–2011 годы — Марат Альтафович Тимиров

## Показатели
В 2008 году продукции произведено на 89,27 млн рублей.
В 2016 году выручка составила 1,98 млрд рублей, чистая прибыль — 246,7 млн рублей. Кредиторская задолженность на начало года составляла 221 млн рублей. Стоимость чистых активов оценивалась в 552,8 млн рублей.
В 2017 году выручка снизилась на 41 %, до 1,18 млрд рублей, чистая прибыль — на 81 %, до 47,68 млн рублей. Сокращено 104 сотрудника. В 2017 году стоимость продаваемых активов оценивалась в 822 млн рублей.
В 2018 году годовой доход от аренды зданий и территории оценивалась в 59,4 млн рублей.